# The Report
Pour plus de détails, voir Fiche technique et Distribution.
The Report est un film dramatique américain écrit et réalisé par Scott Z. Burns, sorti en 2019.

## Synopsis
Après les attentats du 11 septembre 2001, la CIA se lance dans la guerre contre le terrorisme en pratiquant notamment des interrogatoires brutaux voire sadiques sur les détenus arrêtés et emprisonnés.
Membre importante du Parti démocrate, la sénatrice Dianne Feinstein charge l'un de ses hommes, Daniel J. Jones, de mener une enquête sur leurs méthodes douteuses et immorales, dissimulées au peuple américain. Son investigation explosive révèle leurs "techniques d'interrogatoire renforcées" protégées et adoubées par le gouvernement américain, qui donna son soutien et son accord à la CIA pour qu'elle torture les suspects afin de leur soutirer des informations capitales.
Après plusieurs années de recherches prouvant l'existence de ces pratiques cruelles passées sous silence, Jones rédige un rapport d'environ 500 pages, commandité par le United States Senate Select Committee on Intelligence, mais sa publication s'avère plus compliquée que prévu. En effet, la Maison-Blanche et la CIA mettent tout en œuvre pour étouffer les révélations de son enquête.

## Fiche technique
- Titre original et français : The Report
- Réalisation et scénario : Scott Z. Burns
- Montage : Greg O'Bryant
- Musique : David Wingo
- Photographie : Eigil Bryld (en)
- Production : Scott Z. Burns, Jennifer Fox, Danny Gabai, Eddy Moretti, Kerry Orent, Steven Soderbergh et Michael Sugar
- Sociétés de production : VICE Studios, Unbranded Pictures, Margin of Error et Topic Studios
- Société de distribution : Amazon Studios
- Pays d'origine :  États-Unis
- Langue originale : anglais
- Format : couleur
- Genre : drame
- Durée : 120 minutes
- Dates de sortie  :
  -  États-Unis : 
    - 26 janvier 2019 (Festival du film de Sundance 2019)
    - 15 novembre 2019 (sortie nationale)

  -  France : 29 novembre 2019 (VOD)

## Distribution
- Adam Driver (VF : Valéry Schatz) : Daniel J. Jones
- Annette Bening (VF : Micky Sebastian) : Dianne Feinstein
- Jon Hamm (VF : Jérémie Covillault) : Denis McDonough
- Jennifer Morrison : Caroline Krass
- Tim Blake Nelson (VF : Jérôme Keen) : Raymond Nathan
- Benjamin McKenzie : un officier de la CIA
- Jake Silbermann : un officier de la CIA
- Matthew Rhys : un journaliste du New York Times
- Ted Levine : John O. Brennan
- Michael C. Hall (VF : Emmanuel Curtil) : Thomas Eastman
- Maura Tierney : Bernadette
- Sarah Goldberg (VF : Agathe Cemin) : April
- Lucas Dixon (VF : Jean Rieffel) : Julian
- Dominic Fumusa (VF : David Mandineau) : George Tenet
- Noah Bean : Martin Heinrich
- Douglas Hodge (VF : Eric Peter) : James Elmer Mitch
- Corey Stoll : Cyrus Clifford
- T. Ryder Smith : Bruce Jessen
- Fajer Al-Kaisi : Ali Soufan
- Linda Powell (VF : Marie-Madeleine Burguet-Le Doze) : Marcy Morris
- John Rothman : Sheldon Whitehouse
- Joanne Tucker (VF : Armelle Gallaud) : Gretchen
- Ian Blackman : Cofer Black
- Zuhdi Boueri : Abu Zubaydah
- Carlos Gómez : José A. Rodriguez
- Ratnesh Dubey : Khalid Sheikh Mohammed
- Scott Shepherd (VF : François Hatt) : Mark Udall
- Kate Beahan : Candace Ames
- James Hindman : inspecteur-général Buckley
- Austin Michael Young : Agent Miller
- Joseph Siravo : John Rizzo

## Distinction

### Nomination
- Golden Globes 2020 : Meilleure actrice dans un second rôle pour Annette Bening

## Anecdote
Le mot caviardé dans le titre est le mot "torture".